# Багинский, Ярослав Станиславович
Яросла́в Станисла́вович Баги́нский (3 октября 1987, Кокчетав, Казахская ССР, СССР) — казахстанский футболист, вратарь.

## Карьера

### Клубная
Карьеру начинал в родном «Окжетпесе». Позже играл в фарм-клубе степногорском «Аксу». В Первой лиге провел 20 матчей и 2 сезона. В сезоне 2007 году вернулся в Кокшетау.
На следующий сезон попал в самую именитую команду Казахстана — «Тобол». Хотя был вторым вратарём после Александра Петухова, в том же 2008 году завоевал с командой Дмитрия Огая серебряные медали чемпионата, а также стал чемпионом страны в 2010 году. Провёл все 6 игр на Кубок Казахстана по футболу 2011, но финал проиграли «Ордабасы» (0-1).
В июне 2012 года был отдан в аренду кокшетаускому «Окжетпесу».
Хотя клуб вылетел в том сезоне в Первую лигу, Багинский заключил с ним контракт и в 2013 году «Окжетпес» занял 3 место, чуть не достигнув цели, а в 2014 году вернулся в Премьер-лигу. Но в сезоне 2015 года Багинский оказался в тени Антона Цирина, сыграв всего один матч.
Поэтому ушёл в карагандинский «Шахтёр». Но и здесь большую конкуренцию ему составил Игорь Шацкий.
В январе 2018 года Ярослав принял приглашение своего родного клуба «Окжетпес», который опять вылетел в Первую лигу и поставил цель снова вернуться в Премьер-лигу.
Но 15 августа в матче 23-го тура с актауским «Каспием», когда «Окжетпес» уверенно лидировал в Первой лиге, Багинский неожиданно серьёзно травмировался (разрыв ахиллова сухожилия левой ноги) и выбыл из строя на полгода
.

### Сборная
Стал первым воспитанником кокшетауского футбола, который был вызван в молодёжную сборную Казахстана.

## Личная жизнь
Семья: супруга Ирина, дочь Каролина.

## Достижения
«Тобол»
- Чемпион Казахстана: 2010
- Серебряный призёр чемпионата Казахстана: 2008
- Финалист Кубка Казахстана: 2011

«Окжетпес»
- Победитель Первой лиги Казахстана: 2014